# Tấn Giản Văn Đế
Tấn Giản Văn Đế (giản thể: 晋简文帝; phồn thể: 晉簡文帝; bính âm: Jìn Jiǎnwéndì) (320 – 12 tháng 12 năm 372), tên thật là Tư Mã Dục (司馬昱), tên tự Đạo Vạn (道萬), là vị Hoàng đế thứ 8 của nhà Đông Tấn, và là Hoàng đế thứ 13 của Nhà Tấn trong lịch sử Trung Quốc. Ông là con trai thứ của Nguyên Đế và là em trai của Minh Đế, ông được tướng Hoàn Ôn đưa lên ngôi. Trước khi lên ngôi, ông từng giữ các chức vụ quan trọng trong triều đình của các cháu trai là Mục Đế, Ai Đế và Phế Đế. Ông từng là người nhiếp chính và do vậy cai trị triều đình giống như một hoàng đế, ông thường được xem là một người yếu về ý khí và thể hiện vừa đủ sự khôn ngoan để tiếp tục tồn tại và mở rộng quyền kiểm soát của Tấn.

## Đầu đời
Tư Mã Dục sinh năm 320, là người con trai út của Nguyên Đế với người thiếp là Trịnh A Xuân (鄭阿春). Do vợ của Nguyên Đế là Ngu Mạnh Mẫu (虞孟母) mất từ trước đó (năm 312), và mẹ của đại hoàng tử Tư Mã Thiệu, Tuân phu nhân thì bị buộc phải dời cung do lòng ghen tị của Ngu Hoàng hậu khi bà vẫn còn sống, Trịnh phu nhân do vậy đã trở thành người cai quản hậu cung trên thực tế, song bà chưa từng mang tước hiệu hoàng hậu. Năm 322, Nguyên Đế lập ông làm Lang Da vương, tước hiệu mà Nguyên Đế từng mang trước khi lên ngôi và có vinh rất lớn.
Năm 323, Nguyên Đế băng hà. Năm 326, Trịnh A Xuân cũng mất, bởi với tước hiệu Lang Da vương, Tư Mã Dục theo quy định không được phép để tang mẹ, lúc đó ông mới sáu tuổi và đã yêu cầu một tước hiệu khác. Cháu trai của ông là Thành Đế và còn nhỏ tuổi, đã chấp thuận, và lập ông làm Hội Kê vương. Sau khi đã lớn tuổi hơn, ông được phong các chức vụ cao hơn, mặc dù vậy ông không có quyền hành trên thực tế.

## Dưới thời Mục Đế
Năm 344, một cháu trai khác của Tư Mã Dục là Khang Đế băng hà, và người kế vị là Mục Đế, khi đó Mục Đế vẫn còn là trẻ sơ sinh. Mẫu thân của Mục Đế là Chử Thái hậu trở thành người nhiếp chính, song bà phần lớn nghe theo lời khuyên bảo của thừa tướng Hà Sung (何充). Vào thời điểm đó, theo truyền thống thì Đông Tấn phải có hai thừa tướng, Hà Sung vì thế tiến cử phụ thân của Chử Thái hậu là Chử Bầu (褚裒), song ông đã từ chối đề nghị và tiến cử Tư Mã Dục. Hà Sung và Tư Mã Dục sau đó cùng chia sẻ trách nhiệm của thừa tướng cho đến khi Hà Sung mất vào 346. Thay thế Hà Sung là Sái Mô (蔡謨).
Năm 347, tướng Hoàn Ôn không có sự chấp thuận của triều đình đã thực hiện một chiến dịch nhằm diệt Thành Hán, sáp nhập lãnh thổ Thành Hán vào Đông Tấn, triều đình đã bắt đầu lo sợ việc Hoàn Ôn sẽ sử dụng cơ hội này để tiếp quản chính quyền. Tư Mã Dục do vậy đã mời vị quan Ân Hạo đến để cùng ông và Sái Mô đưa ra các quyết định quan trọng, chống lại ảnh hưởng của Hoàn Ôn. Năm 350, sau khi Sái Mô nhiều lần từ chối các vinh dự lớn do hoàng đế ban cho, Ân Hạo đã cáo buộc Sái Mô không tôn trọng triều đình và loại bỏ họ Sái, An Hạo sau đó thu được nhiều quyền lực hơn trước đây.
In 348, con trai kế tự của Tư Mã Dục là Tư Mã Đạo Sinh (司馬道生), được mô tả là bất cẩn và nhẹ dạ, bị cáo buộc phạm một tội danh chưa rõ, Đạo Sinh bị hạ bệ và cầm tù rồi chết trong ngục. Vợ của Tư Mã Dục và mẹ đẻ của Tư Mã Đạo Sinh, Vương Giản Cơ (王簡姬), cũng chết trong đau khổ (bà có thể cũng đã bị cầm tù trước khi chết). Các con trai khác của ông, một người với Vương Giản Cơ và ba người với các thê thiếp khác cũng đã chết sớm, điều này khiến ông không có người kế tự, các thê thiếp của ông cũng không thể thu thai được nữa. Ông giữ lại một pháp sư, vị pháp sư xem tất cả các thê thiếp của ông và nói rằng ông ai có mệnh sinh cho ông một người kế tự song sau đó ông ta đã trông thấy một người hầu gái có nước da đen làm công việc dệt vải, tên là Lý Lăng Dung (李陵容), và ông ta ngạc nhiên hét lên rằng cô ấy chính là người mang mệnh. Tư Mã Dục do đó lấy cô làm thiếp, cô đã sinh cho ông hai người con trai là Tư Mã Diệu vào năm 352 và Tư Mã Đạo Tử vào năm 353. Tư Mã Diệu sau đó trở thành người kế tự.
Khoảng tết 352, Hoàn Ôn đã trở nên thiếu kiên nhẫn khi yêu cầu của ông ta về việc tiến lên phía bắc bị Tư Mã Dục và Ân Hạo từ chối, Hoàn Ôn sau đó đã huy động binh lính của mình và ra hiệu như thể ông về để tấn công kinh thành. Ân Hạo vô cùng bất ngờ, và ban đầu đã xem xét đến việc từ chức hoặc gửi cờ hòa bình của triều đình (Sô Ngu Phiên, 騶虞幡) đến lệnh cho Hoàn Ôn dừng lại. Tuy nhiên, sau khi nghe lời khuyên của Vương Bưu Chi (王彪之), Ân Hạo đã bảo Tư Mã Dục viết một là thư gửi cho Hoàn Ôn, thuyết phục Hoàn Ôn dừng lại.
Sau khi bản thân Ân Hạo thất bại trong các chiến dịch tấn công lên phía bắc vào năm 352 và 353, trong đó cuộc tấn công năm 353 đã làm chết nhiều sinh mạng, Hoàn Ôn đã trình một tấu thư buộc tội Ân Hạo. Triều đình do Tư Mã Dục lãnh đạo đã bắt buộc phải hạ bệ Ân Hạo vào năm 354. Từ thời điểm này, Tư Mã Dục trở thành thừa tướng duy nhất, mặc dù ông thường bị buộc phải theo ý của Hoàn Ôn trong các vấn đề quan trọng. Sau đó vào năm 354, đích thân Hoàn Ôn đã mở một chiến dịch tiến về phía bắc để đánh Tiền Tần, một nước kế thừa của Hậu Triệu, song sau thành công ban đầu, ông đã buộc phải lui binh do thiếu nguồn cung lương thảo trong khi đang do dự trong việc tấn công kinh thành Trường An của Tiền Tần.
Năm 358, Tư Mã Dục đề nghị được từ chức và trả lại tất cả các quyền lực cho Mục Đế song Mục Đế đã từ chối.
Năm 361, Mục Đế chết mà không có con trai, theo lệnh của Chử Thái hậu, người anh em họ của Mục Đế là Lang Da vương Tư Mã Phi lên ngôi và trở thành Ai Đế. Tư Mã Dục tiếp tục vai trò thừa tướng.

## Dười thời Ai Đế
Năm 363, khi mẫu thân của Ai Đế là Chu Thái phi qua đời, Tư Mã Dục trở thành người nhiếp chính trong giai đoạn ba tháng tang lễ.
Năm 364, Ai Đế, người bị việc trường sinh bất lão ám ảnh, đã bị các pháp sư đầu độc bằng thuốc, sau đó Hoàng đế đã không thể xử lý các vẫn đề quan trọng của đất nước. Chử Thái hậu một lần nữa trở thành người nhiếp chính, song các quyết định quan trọng do Tư Mã Dục và Hoàn Ôn đưa ra. Năm 365, người nhiếp chính của Tiền Yên là Mộ Dung Khác (慕容恪) bao vây thành Lạc Dương, Tư Mã Dục và Hoàn Ôn đã thảo luận về một cuộc phản công để giải vây cho Lạc Dương, song khi Ai Đế băng hà vào mùa xuân năm 365, kế hoạch đã bị hủy bỏ. Kế vị Ai Đế là em trai Lang Da vương Tư Mã Dịch. Tư Mã Dục tiếp tục giữ vai trò thừa tướng.

## Dưới thời Phế Đế
Cuối năm 365, Tư Mã Dịch, tức Tấn Phế Đế ban tước hiệu Lang Da vương cho Tư Mã Dục và phòng người kế tự của ông là Tư Mã Diệu làm Hội Kê vương. Tư Mã Dục thay mặt con trai và bản thân đã từ chối tước hiệu này, và tiếp tục là Hội Kê vương.
Năm 369, sau khi Hoàn Ôn mở một cuộc tấn công lớn chống Tiền Yên, nhưng lại chịu thất bại nặng nề dưới tay của Mộ Dung Thùy, ông ta đã chọn cách khác để thể hiện quyền lực của mình. Ông quyết định phải phế truất Tư Mã Dịch, do Tư Mã Dịch không mắc phải một sai lầm lớn nào nên Hoàn Ôn buộc phải cho lan truyền tin đồn sai trái rằng hoàng đế có hành vi nam sắc và rằng các con trai của hoàng đế thực ra là con trai của những người đàn ông mà hoàng đế ủng hộ. Vào mùa đông năm 371, Hoàn Ôn đã buộc Chử Thái hậu ban hành một sắc lệnh phế truất Tư Mã Dịch và thay thế ông ta bằng Tư Mã Dục. Tư Mã Dục đã lên ngôi trong lo lắng, song ông cảm thấy mình không có lựa chọn nào khác.

## Trị vì
Sau khi lên ngôi, Giản Văn Đế ngay lập tức phải đối phó với việc Hoàn Ôn nghi ngờ anh trai của mình là Ngũ Lĩnh vương Tư Mã Hi (司馬晞), người này có quan tâm đến các vấn đề quân sự và nó khiến cho Hoàn Ôn nghĩ rằng ông ta đang chống đối mình. Hoàn Ôn do đó cáo buộc Tư Mã Hi âm mưu phản nghịch, Giản Văn Đế đã đồng ý loại bỏ Tư Mã Hi khỏi vị trí của ông ta. Tuy nhiên, sau đó Hoàn Ôn đã làm ra bằng chứng chống lại Tư Mã Hi và thỉnh rằng cần phải xử tử. Giản Văn Đế viết thư cho Hoàn Ôn, nói rằng ông không muốn giết anh trai mình và nếu ông bị buộc phải làm điều đó, ông sẽ nhường lại ngôi báu. Hoàn Ôn không sẵn sàng mạo hiểm cho một cuộc đối đầu nên đã giáng Tư Mã Hi và các con trai thành thường dân và đưa đi lưu đày.
Vào mùa hè năm 372, Giản Văn Đế lâm bệnh, ông nhiều lần cố triệu tập Hoàn Ôn về kinh, có lẽ để chỉ định Hoàn Ôn kế thừa ngôi vị song Hoàn Ôn lo ngại rằng đó là một cái bẫy nên liên tục từ chối. Giản Văn Đế đã qua đời không lâu sau đó, kế vị ông là người con trai Tư Mã Diệu mới 10 tuổi, người được lập làm thái tử ngay trước khi ông qua đời. Hoàn Ôn cũng mất vào đầu năm 373, mối lo ngại về việc Hoàn Ôn tiếm quyền tiêu tan, Đông Tấn tiếp tục tồn tại trong vài thập kỷ sau đó.